# Il simpatizzante (miniserie televisiva)
Il simpatizzante (The Sympathizer) è una miniserie televisiva statunitense del 2024 creata da Park Chan-wook e Don McKellar per l'emittente televisiva HBO.
La miniserie è l'adattamento televisivo del romanzo del 2015, vincitore del premio Pulitzer per la narrativa, Il simpatizzante, scritto da Viet Thanh Nguyen. L'ambientazione è quella della Guerra del Vietnam e il suo protagonista è una spia comunista, che negli ultimi giorni del conflitto viene esiliato negli Stati Uniti d'America.

## Trama
Ambientata negli ultimi giorni della guerra del Vietnam, la serie segue le vicende del Capitano, un uomo di origini franco-vietnamite che lavora come spia comunista infiltrata nell'esercito del Vietnam del Sud. Dopo la caduta di Saigon nel 1975, il Capitano è costretto a fuggire negli Stati Uniti d'America insieme al suo Generale e ad altri rifugiati sudvietnamiti, stabilendosi a Los Angeles, California.
Negli Stati Uniti, mentre si adatta alla vita in esilio, il Capitano continua la sua missione di spionaggio, inviando informazioni al governo comunista vietnamita. La sua duplice identità lo porta a confrontarsi con le complessità della sua lealtà e della sua identità culturale, vivendo in bilico tra due mondi opposti.
Robert Downey Jr. interpreta vari personaggi che rappresentano diverse sfaccettature dell'establishment statunitense, tra cui un agente della CIA, un regista e un politico, evidenziando le diverse influenze culturali e politiche che il Capitano incontra nel suo percorso.

## Puntate
| nº | Titolo originale                 | Titolo italiano                  | Prima TV USA   | Prima TV Italia |
| -- | -------------------------------- | -------------------------------- | -------------- | --------------- |
| 1  | Death Wish                       | Death Wish                       | 14 aprile 2024 | 20 maggio 2024  |
| 2  | Good Little Asian                | Da bravo piccolo asiatico        | 21 aprile 2024 | 27 maggio 2024  |
| 3  | Love It or Leave It              | Amala o lasciala                 | 28 aprile 2024 | 27 maggio 2024  |
| 4  | Give Us Some Good Lines          | Dacci buone battute              | 5 maggio 2024  | 3 giugno 2024   |
| 5  | All for One                      | Tutti per uno                    | 12 maggio 2024 | 3 giugno 2024   |
| 6  | The Oriental Mode of Destruction | Il modo di distruzione orientale | 19 maggio 2024 | 10 giugno 2024  |
| 7  | Endings Are Hard, Aren't They?   | I finali sono difficili, vero?   | 26 maggio 2024 | 10 giugno 2024  |

## Personaggi e interpreti

### Principali
- Il Capitano, interpretato da Hoa Xuande, doppiato da Davide Perino.
Capitano di polizia a Saigon e spia e agente comunista inserito al sud.
- Claude, interpretato da Robert Downey Jr., doppiato da Angelo Maggi.
Agente della CIA che fa da guida al Capitano.
- Prof. Robert Hammer, interpretato da Robert Downey Jr., doppiato da Angelo Maggi.
Professore del dipartimento studi orientali del college del Capitano.
- Ned Godwin, interpretato da Robert Downey Jr., doppiato da Angelo Maggi.
Deputato della California meridionale che cerca di guadagnare il consenso della popolazione vietnamita-americana locale.
- Nicos Damianos, interpretato da Robert Downey Jr., doppiato da Angelo Maggi.
Regista di film d'autore che intende fare un film sulla guerra del Vietnam intitolato Il villaggio.
- Generale Trọng, interpretato da Toan Le, doppiato da Alberto Bognanni.
Generale di alto grado del Vietnam meridionale e capo del Capitano.
- Bốn, interpretato da Fred Nguyen Khan, doppiato da Francesco Fabbri.
Miglior amico del Capitano, sposato e con un figlio appena nato.
- Mẫn, interpretato da Duy Nguyễn, doppiato da Alessandro Campaiola.
Amico d'infanzia del Capitano e suo agente.
- Lana, interpretata da Vy Le, doppiata da Lucrezia Marricchi.
Figlia del Generale e interesse amoroso del Capitano.
- Madame, interpretata da Kỳ Duyên, doppiato da Francesca Fiorentini.
Moglie del Generale.
- Maggiore Oanh, interpretato da Phanxinê, doppiato da Gabriele Lopez.
Maggiore che gestisce un mercato nero di barrette da spedire in Vietnam scadute, in seguito il Capitano decide di eliminarlo per allontanare i sospetti su di lui.
- Madre del Maggiore, interpretata da Kieu Chinh.
Madre ottantenne del Maggiore.
- Sonny Tran, interpretato da Alan Trong, doppiato da Manuel Meli.
Cronista vietnamita-americano ed ex rivale del Capitano al college.
- Sofia Mori, interpretata da Sandra Oh, doppiata da Sabrina Duranti.
Segretaria americana di origine giapponese del professor Hammer e amante del Capitano.

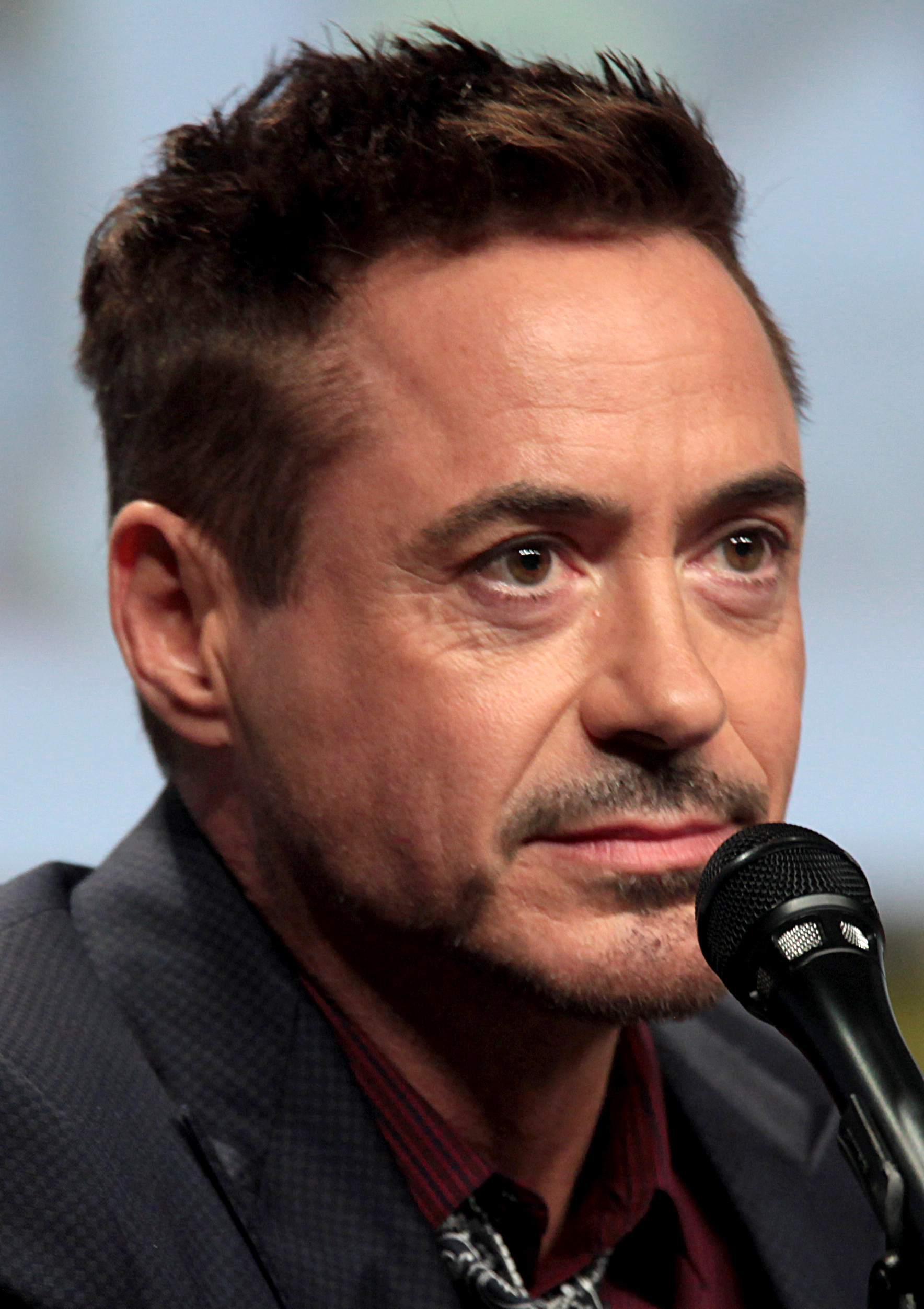
Robert Downey Jr.
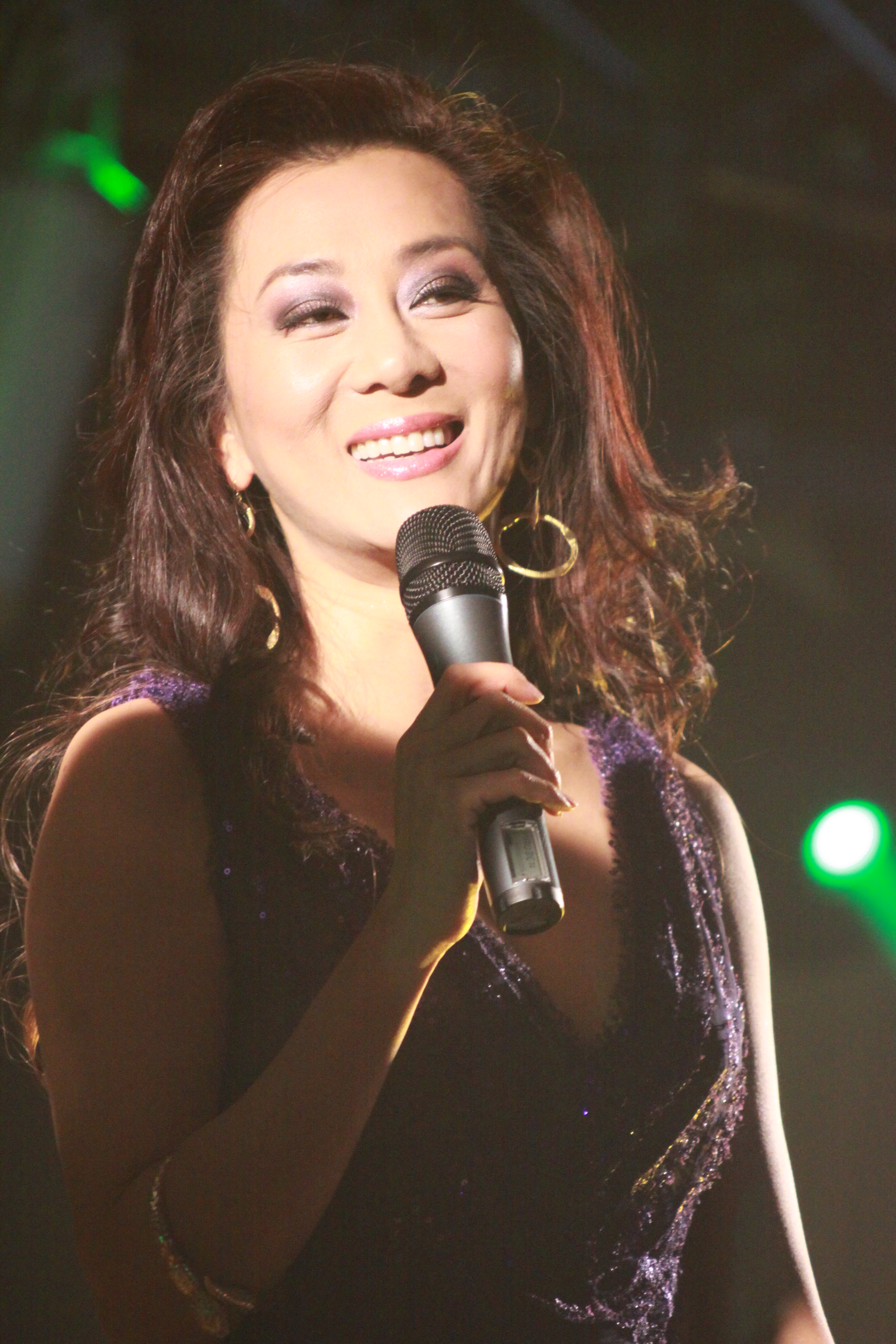
Kỳ Duyên
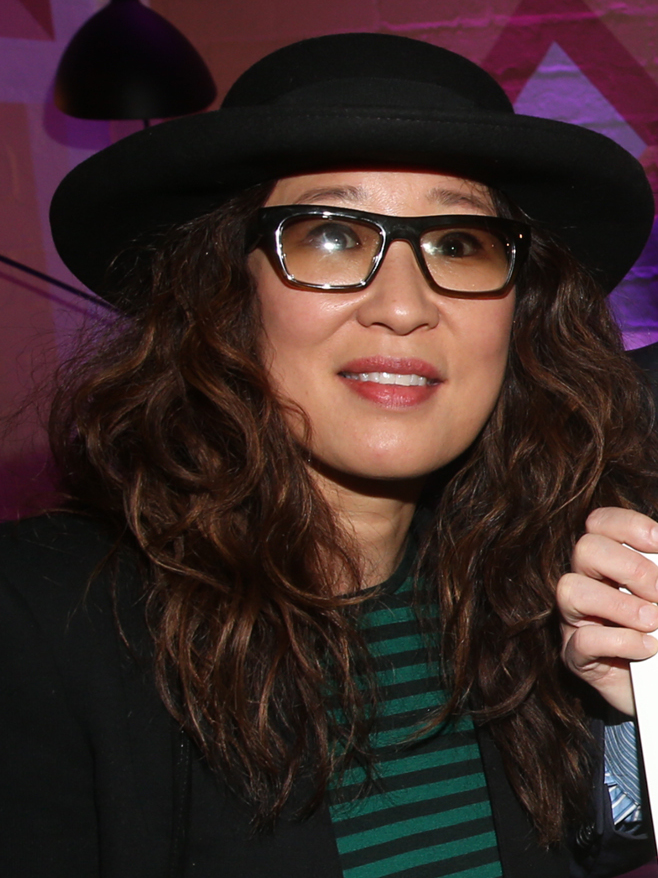
Sandra Oh

### Ricorrenti
- Moglie del Maggiore, interpretata da VyVy Nguyen.
- Spia comunista, interpretata da Kayli Tran.
Spia che viene interrogata e torturata in quanto in possesso di una lista essenziale.
- Gunner Dao, interpretato da Scott Ly.
- Ryan Glenn, interpretato da David Duchovny.
Attore che utilizza il method acting, acclamato ma volubile che interpreta il capitano Shamus ne Il villaggio.
- James Yoon, interpretato da John Cho, doppiato da Edoardo Stoppacciaro.
Attore coreano-americano che interpreta Kin ne Il villaggio.
- Jamie Johnson, interpretato da Maxwell Whittington-Cooper, doppiato da Federico Bebi.
Famoso cantante soul che recita per la prima volta interpretando il tenente Bellamy ne Il villaggio.
- Monique Thibault, interpretata da Marine Delterme, doppiata da Valentina Favazza.
Scenografa de Il villaggio e fidanzata di Nicos.
- Violet, interpretata da Siena Werber, doppiata da Margherita De Risi.
Assistente di produzione nel film Il villaggio.

## Produzione

Logo originale

Nell'aprile 2021 Viet Thanh Nguyen ha annunciato che il suo romanzo Il simpatizzante è stato scelto da A24 per essere adattato in una miniserie televisiva diretta da Park Chan-wook. Nel luglio seguente HBO ha dato il via alla produzione e Robert Downey Jr. si è unito al progetto come produttore e attore principale.

### Casting
La direttrice del casting Jennifer Venditti ha aperto una casting call al fine di cercare un cast principale di origine vietnamita assumendo Hoa Xuande, Fred Nguyen Khan, Toan Le, Vy Le e Alan Trong. Nel novembre 2022 sono stati annunciati Sandra Oh, Kieu Chinh e Nguyễn Cao Kỳ Duyên in ruoli ricorrenti, con Downey che interpreta diversi ruoli da antagonista rappresentando la classe dirigente americana. Nel maggio 2023 Scott Ly e Marine Delterme si sono uniti al cast ricorrente.

### Riprese
Le riprese si sono svolte a Los Angeles e in Thailandia.

## Promozione
Il primo teaser trailer della miniserie è stato diffuso il 12 aprile 2023.

## Distribuzione
La miniserie è stata trasmessa su HBO dal 14 aprile al 26 maggio 2024.
In Italia è andata in onda su Sky Atlantic dal 20 maggio al 10 giugno 2024.

### Edizione italiana
La direzione del doppiaggio è a cura di Rodolfo Bianchi, su dialoghi di Valerio Piccolo, per conto di Studio Emme.

## Accoglienza

### Critica
La miniserie ha ricevuto recensioni positive dalla critica. Rotten Tomatoes riporta il 90% delle recensioni professionali positive basato su 61 critiche. Il consenso critico del sito web indica: «Il simpatizzante compie un lavoro di adattamento del suo ambizioso testo di origine pienamente soddisfacente, comunicando i suoi temi principali anche se occasionalmente fatica con la sua struttura.» Metacritic, invece, ha assegnato un punteggio di 80 su 100 basato su 37 recensioni, indicando "recensioni generalmente favorevoli".

## Riconoscimenti
- 2024 – Gotham TV Awards[14]
  - Candidatura alla miniserie rivelazione
  - Candidatura alla miglior interpretazione in una miniserie a Hoa Xuande
- 2024 – Television Critics Association Award[15]
  - Candidatura al miglior film, miniserie o speciale
- 2024 – Astra TV Awards[16]
  - Candidatura al miglior attore non protagonista in una miniserie o film TV a Robert Downey Jr.
- 2024 – Premio Emmy[17]
  - Candidatura al miglior attore non protagonista in una miniserie o serie antologica a Robert Downey Jr.
- 2025 – Critics' Choice Awards[18]
  - Candidatura al miglior attore non protagonista in una miniserie o film TV a Robert Downey Jr.
- 2025 – Satellite Award[19][20]
  - Miglior attore non protagonista in una serie, miniserie o film TV a Robert Downey Jr.
  - Candidatura alla miglior miniserie o film TV
  - Candidatura al miglior attore in una miniserie o film TV a Hoa Xuande